# K-PRO児島のお笑い大図鑑
K-PRO児島のお笑い大図鑑（ケープロこじまのおわらいだいずかん）は、2020年9月28日から放送されているラジオ番組。
キー局を持たない、ローカル局のみで放送されている番販番組である。

## 概要
パーソナリティはお笑いライブ・イベント、お笑い芸人マネジメントを行うプロダクションのK-PRO代表、児島気奈。毎週、児島自身が期待をかけている若手芸人をゲストに招き、ラジオを通じていち早く若手芸人たちを紹介し、ネタ見せやトークをしながら、各芸人を一組ごとにネタの構造、キャラ設定、ボケとツッコミのセンス、その他色々な魅力などを伝えるというコンセプトの番組である。
2021年3月、第26回の放送を以て、一旦の休止となる。

## ネット局
局によって、30分バージョンと15分バージョンの両方が存在する。
- 山形放送：毎週月曜日 21:00 - 21:15
- 山梨放送：毎週木曜日 21:30 - 22:00
- 四国放送：毎週木曜日 18:30 - 18:45
- 西日本放送：毎週木曜日 18:15 - 18:45（第13回は休止[4]）
- 長崎放送：毎週土曜日 20:00 - 20:30（第19回〈2021年2月〉から）[5]
- 山口放送：毎週土曜日 21:30 - 22:00（第11回は休止[6]。第14回放送を以って終了[7]）
- 静岡放送：毎週土曜日深夜 27:30（3:30） - 28:00（4:00）（第6回〈2020年11月〉から）[8]

## ゲスト
| 放送回 | ゲスト           | 山形放送 | 山梨放送 | 四国放送 | 西日本放送 | 山口放送     | 静岡放送     |
| ------ | ---------------- | -------- | -------- | -------- | ---------- | ------------ | ------------ |
| 第1回  | さすらいラビー   | 9月28日  | 10月1日  | 10月1日  | 10月1日    | 10月3日      |              |
| 第2回  | 赤もみじ         | 10月5日  | 10月8日  | 10月8日  | 10月8日    | 10月10日     |              |
| 第3回  | ひつじねいり     | 10月12日 | 10月15日 | 10月15日 | 10月15日   | 10月17日     |              |
| 第4回  | 大仰天           | 10月19日 | 10月22日 | 10月22日 | 10月22日   | 10月24日     |              |
| 第5回  | Gパンパンダ      | 10月26日 | 10月29日 | 10月29日 | 10月29日   | 10月31日     |              |
| 第6回  | まんじゅう大帝国 | 11月2日  | 11月5日  | 11月5日  | 11月5日    | 11月7日      | 11月7日      |
| 第7回  | オッパショ石     | 11月9日  | 11月12日 | 11月12日 | 11月12日   | 11月14日     | 11月14日     |
| 第8回  | 令和ロマン       | 11月16日 | 11月19日 | 11月19日 | 11月19日   | 11月21日     | 11月21日     |
| 第9回  | ストレッチーズ   | 11月23日 | 11月26日 | 11月26日 | 11月26日   | 11月28日     | 11月28日     |
| 第10回 | リンダカラー     | 11月30日 | 12月3日  | 12月3日  | 12月3日    | 12月5日      | 12月5日      |
| 第11回 | さんだる         | 12月27日 | 12月10日 | 12月10日 | 12月10日   |              | 12月12日     |
| 第12回 | サノライブ       | 12月14日 | 12月17日 | 12月17日 | 12月17日   | 12月19日     | 12月19日     |
| 第13回 | 春とヒコーキ     | 12月21日 | 12月24日 | 12月24日 |            | 12月26日     | 12月26日     |
| 第14回 | 青色1号          | 12月28日 | 12月31日 | 12月31日 | 12月31日   | 2021年1月2日 | 2021年1月2日 |

| 放送回 | ゲスト               | 山形放送 | 山梨放送 | 四国放送 | 西日本放送 | 長崎放送 | 静岡放送 |
| ------ | -------------------- | -------- | -------- | -------- | ---------- | -------- | -------- |
| 第15回 | ヤーレンズ           | 1月4日   | 1月7日   | 1月7日   | 1月7日     |          | 1月9日   |
| 第16回 | 銀兵衛               | 1月11日  | 1月14日  | 1月14日  | 1月14日    |          | 1月16日  |
| 第17回 | ナイチンゲールダンス | 1月18日  | 1月21日  | 1月21日  | 1月21日    |          | 1月23日  |
| 第18回 | XXCLUB               | 1月25日  | 1月28日  | 1月28日  | 1月28日    |          | 1月30日  |
| 第19回 | トキヨアキイ         | 2月1日   | 2月4日   | 2月4日   | 2月4日     | 2月6日   | 2月6日   |
| 第20回 | モンローズ           | 2月8日   | 2月11日  | 2月11日  | 2月11日    | 2月13日  | 2月13日  |
| 第21回 | ウエストランド       | 2月15日  | 2月18日  | 2月18日  | 2月18日    | 2月20日  | 2月20日  |
| 第22回 | トンツカタン         | 2月22日  | 2月25日  | 2月25日  | 2月25日    | 2月27日  | 2月27日  |
| 第23回 | みほとけ             | 3月1日   | 3月4日   | 3月4日   | 3月4日     | 3月6日   | 3月6日   |
| 第24回 | サツマカワRPG        | 3月8日   | 3月11日  | 3月11日  | 3月11日    | 3月13日  | 3月13日  |
| 第25回 | キュウ               | 3月15日  | 3月18日  | 3月18日  | 3月18日    | 3月20日  | 3月20日  |
| 第26回 | スタンダップコーギー | 3月22日  | 3月25日  | 3月25日  | 3月25日    | 3月27日  | 3月27日  |